# Neoschamanismus

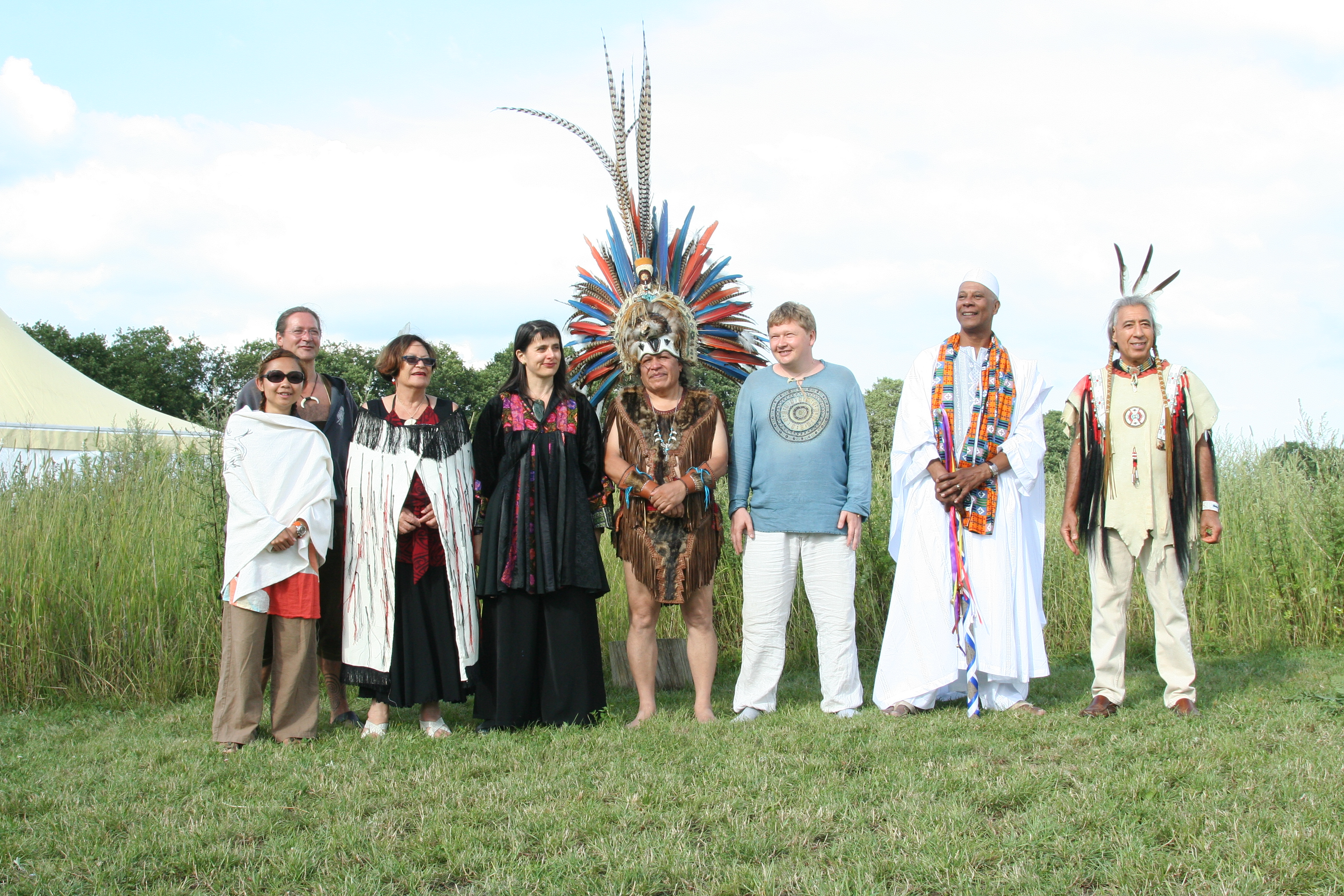
Neoschamanen aus verschiedenen Kulturen bei einem Treffen in den Niederlanden (2010), darunter auch Nopaltzin (4. v. r.) und Dancing Thunder (1. v. r.), die von Kritikern als „Plastikschamanen“ bezeichnet werden

Neoschamanismus (manchmal auch Neuschamanismus oder abwertend „Pseudo-Schamanismus“ genannt) bezeichnet eine moderne spirituelle Bewegung, die traditionelle Weltanschauungen und als schamanistisch bezeichnete Rituale indigener Stämme bzw. Völker aufnimmt, neu kombiniert (Eklektizismus), vermischt (Synkretismus) und für Angehörige der westlichen Kultur verständlich und anwendbar machen möchte. Die komplexe und dynamische Bewegung ist in vielfältiger Weise von spirituellem Wissen und Ritualen unterschiedlichster Kulturen geprägt und hat ihrerseits viele traditionelle Schamanen weltweit beeinflusst und verändert.
Das Phänomen erstreckt sich in einer sehr heterogenen Spanne von unseriöser kommerzieller Scharlatanerie – die wenig Wert auf authentische Wissensvermittlung legen – bis hin zu ernsthaften „neuen religiösen Bewegungen“. Die Grenzen dazwischen sind fließend und unklar, so dass eine Einordnung oftmals ausgesprochen schwierig ist. Der Neoschamanismus insgesamt wird geschichtlich häufig als Teil der New-Age-Bewegung eingeordnet.
Der wesentliche konzeptionelle Unterschied zu traditionellen Schamanismus-Theorien liegt in der Individualisierung schamanischer Fähigkeiten: Jeder Mensch sei demnach in der Lage, Visionen zu haben, zu heilen und „höhere Bewusstseinszustände“ zu erreichen. Die Ausübung neoschamanistischer Techniken wird zur individuellen Selbstverwirklichung und Selbsthilfe eingesetzt.

## Geschichte

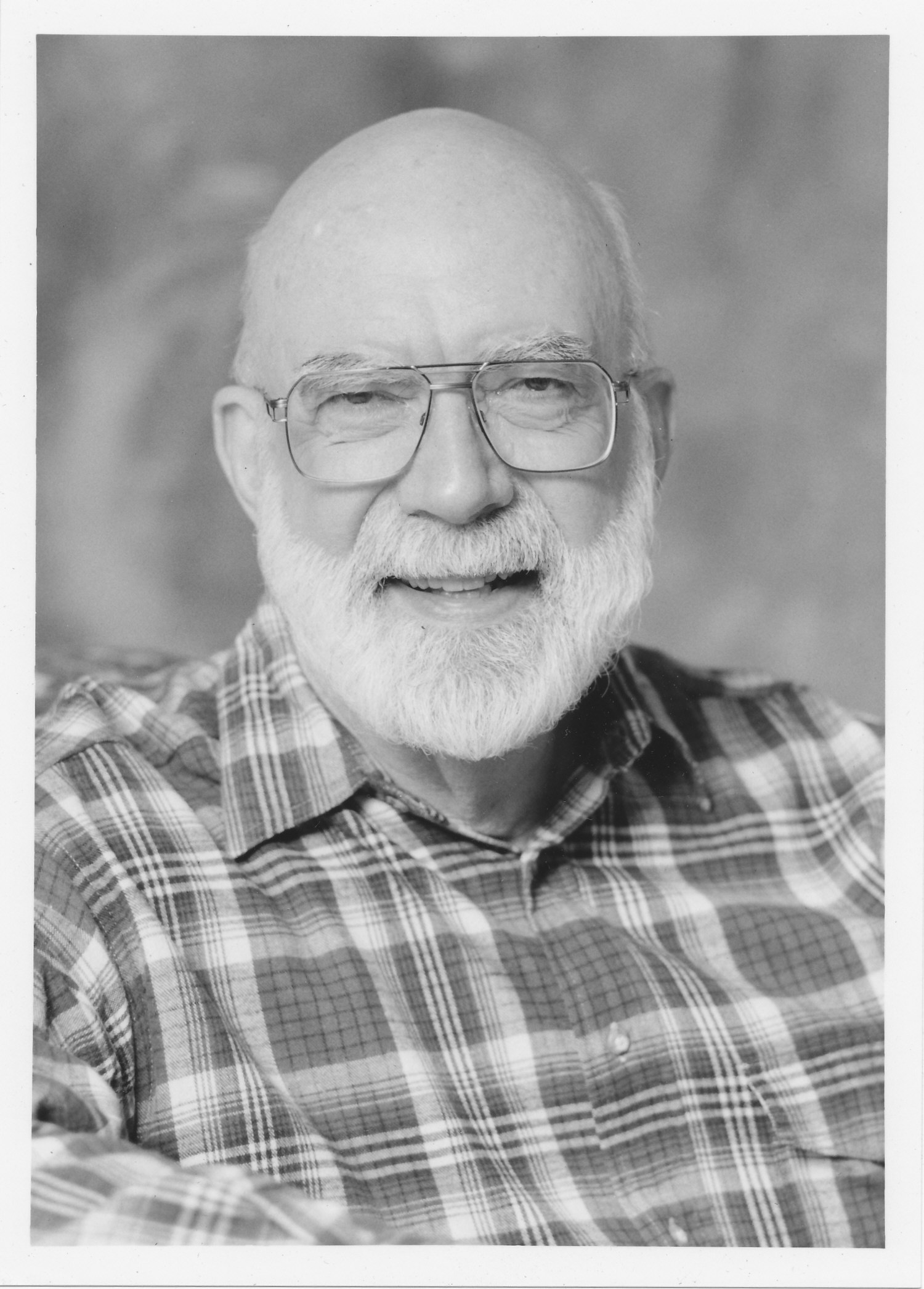
Michael Harner

Die Entwicklung des Neoschamanismus bzw. des „modernen westlichen Schamanismus“ setzte in den späten 1960er Jahren ein und ist verbunden mit einem wachsenden Interesse für nicht-westliche Spiritualität, dem Aufkommen des Umweltschutz-Gedankens, der Abwendung von der Kirche und der Suche nach existenziellen Alternativen. Insbesondere die historischen Indianerkulturen Nordamerikas wurden zum Vorbild für eine erdverbundene Weltanschauung. Ein nach wie vor bekanntes Beispiel ist die nicht sicher belegte und mehrfach verfälschte Rede des Häuptlings Seattle. Bereits daran zeigt sich eine Schwachstelle des Neoschamanismus, die seither immer wieder kritisiert wird: Die Vermittler der indigenen Weisheiten mischen Realität und Fiktion vorsätzlich oder unwissenschaftlich aufgrund ideologisch verfälschter Darstellungen und die Nutzer übernehmen diese Ideenkonstrukte unkritisch.
In der Folgezeit wurde der Schamane zu einer Neuauflage des romantischen Bildes vom „edlen Wilden“, der Zugang zu Weisheit, höheren Welten, Geistern und Heilkräutern hat. Indianerschamanen stellten sich auf Esoterik-Messen vor. Workshops über „schamanistisches Heilen“, Schwitzhüttenzeremonien zur Begegnung mit dem eigenen „Krafttier“ und Trommelkurse waren gut besucht. Für manche Indianer waren solche Vorführungen und Rituale eine Einnahmequelle, die auch der Erhaltung ihrer Kulturgüter diente. Anhand dieser Vorbilder und ethnographischer Aufzeichnungen über die „Religionen der Naturvölker“ entstanden neue Interpretationen der „traditionellen“ schamanischen Praktiken in einem westlichen, urbanen Kontext.
Entscheidend beeinflusst wurde diese Entwicklung durch Mircea Eliades Theorie eines globalen Schamanismus und seine Annahme, dass die Menschheit durch den Kontakt mit ursprünglichen Mythen zurück zur Harmonie mit dem Heiligen finde, was unter den spirituellen Suchern der New Age-Bewegung auf großes Interesse stieß.
Zentral für die Entwicklung des Neoschamanismus waren zudem die Publikationen des Anthropologen Carlos Castaneda, der im Rahmen der Beschreibung seines schamanischen Lehrers Don Juan Matus (dessen Existenz bzw. Castenadas Kontakt mit ihm allerdings unbewiesen blieb) die Beschäftigung mit „außereuropäischen Deutungen der Wirklichkeit und der Suche nach vertieftem Wissen von den Zusammenhängen des Kosmos“ schildert. Castanedas umstrittenes Werk zog tausende von Menschen auf der Suche nach Spiritualität an und löste dadurch eine neue Bewegung aus. In der akademischen Diskussion wurde jedoch die Authentizität von Castanedas Berichten und die Existenz von Don Juan angezweifelt. Daher grenzte sich ein Teil der akademischen Welt von Castanedas populärwissenschaftlicher Literatur ab, während ihn andere als Beispiel einer „neuen Ethnographie“, welche bewusst Fiktion und subjektive Färbung in wissenschaftliche Repräsentation aufnahm, willkommen hießen.
Ein zweites wichtiges Werk für den Neoschamanismus war Michael Harners „The Way of the Shaman: A Guide of Power and Healing“ (1980). Der Anthropologe – der sich selbst als Schamane bezeichnet – wurde bei verschiedenen Indianergruppen in die schamanische Welt eingeführt und konnte im Gegensatz zu Castaneda beweisen, dass er tatsächlich dort war. Harner machte es sich in der Folgezeit zur Aufgabe, seine schamanischen Kenntnisse einem westlichen Publikum weiterzugeben. Basierend auf eigenen Erfahrungen sowie vergleichenden Studien versuchte er, einen gemeinsamen Nenner der verschiedenen schamanischen Traditionen zu finden, welchen er als Core Shamanism bezeichnet. Institutionalisiert wurde die „Harner-Methode“ durch die Gründung der Foundation for Shamanic Studies (FSS) 1979, welche zum wichtigsten Zentrum des Neoschamanismus wurde.
Ebenfalls in diesem Kontext ist die Aneignung des Schamanismus bzw. der Figur des Schamanen in der Kunst des 20. Jahrhunderts zu sehen; so bezeichneten sich beispielsweise populäre Künstler wie Jim Morrison und Joseph Beuys öffentlich als Schamanen.
Seit den 1990er Jahren haben die Bemühungen des tuwinischen Ethnologen Monguš Borachovič Kenin-Lopsaŋ – der nach dem Ende der Sowjetherrschaft in Tuwa die Gesellschaft der Schamanen „Düngür“ gründete – zu einem regen Austausch mit neoschamanistischen Kreisen des Westens geführt. Moderne Schamanen sind bereit, von traditionellen Vorbildern etwas zu lernen. Kenin-Lopsaŋ verfolgt das Ziel, den Schamanismus und Animismus („Alles ist beseelt“) der Tuwiner wiederzubeleben und neue Schamanen auszubilden. Dieses Beispiel für einen intensiven Austausch in beide Richtungen hat im Altai allerdings einen deutlichen Kulturwandel ausgelöst, der mit einer Verfälschung des traditionellen Schamanismus einhergeht.

## Hauptkonzepte des Neoschamanismus
„Schamane ist man durch die schamanische Betätigung, die man für sich und für andere ausführt. Ihre Erfahrungen sind echt und im Wesentlichen austauschbar zwischen allen schamanistischen Kulturen. Die schamanische Methode ist die gleiche: der menschliche Geist, Herz und Körper sind gleich; nur die Kulturen sind verschieden.“

Die neoschamanistische Szene ist kein homogenes Feld mit einheitlichen Konzepten und Methoden. Der Amerikaner Harner und sein Zentrum wurden jedoch vor allem in Europa zu einer Art Zentralinstanz des modernen Schamanismus; in Amerika selbst gibt es ein etwas breiteres Spektrum. Abgrenzungen sind häufig nicht nur auf inhaltliche Aspekte, sondern auch auf die zunehmende Konkurrenz der verschiedenen Gruppierungen untereinander auf einem umkämpften Markt zurückzuführen.
Die neuen Schamanen sind Anbieter auf dem Markt der Heilungsmöglichkeiten, denn Neoschamanismus ist eine Technik zum Erreichen außergewöhnlicher Bewusstseinszustände und Erfahrungen oder wird zur Erschließung innerer Bilder und Kräfte genutzt, die den Menschen von psychischen Belastungen befreien sollen. Krankheit und Gesundheit bekommen eine spirituelle Dimension und einen tieferen Sinn. Viele Interessenten sehen im Schamanismus eine Rückkehr zur Ursprünglichkeit, zu den Quellen alter Weisheit und zur Einheit mit der Natur; alles Dinge, die in der modernen reduktionistischen Medizin, Psychologie und Religion nicht mehr zu finden sind.
Eng verbunden mit der Harner’schen Methode ist auch das Scandinavian Centre for Shamanic Studies. Die schwedische Anthropologin Galina Lindquist, welche als Ethnologin die schamanischen Kurse des Zentrums analysierte, beschrieb folgende Vorstellungen als zentral für den neoschamanischen Diskurs:
- „Individuelle Natur“ des Schamanismus: Jeder Mensch hat grundsätzlich die Fähigkeit zu schamanischen Erfahrungen. Diese kann jedoch aufgrund von kulturellen Mustern verborgen sein und muss somit wiederentdeckt werden.
- „Nichtalltägliche Realität“, Geist-Helfer und Krafttiere: Ziel ist eine authentische Erfahrung eines anderen Bewusstseinszustandes. Es gilt, eine spirituelle Welt zu entdecken, die der physischen Welt offenbar parallel ist und eine eigene Existenz hat. Diese Welt ist mit persönlichen, energiegeladenen Geistern gefüllt, die sich z. B. in Form von Krafttieren zeigen und um Hilfe gebeten werden können. Krafttiere sind Tiere, die mit besonderen Qualitäten verbunden werden und ursprünglich „natürliche“ Symbole der eigenen Kultur darstellen. Im Gegensatz zu Beschreibungen in vielen traditionellen Kulturen, in denen Geister der ganzen Gemeinschaft bekannt sind, bestehen sie im Neoschamanismus aus persönlichen Bildern, die zum Individuum gehören.
- Imagination und schamanische Reise: In westlichen Diskursen wird der Begriff der Imagination zwar oft benutzt, um außergewöhnliche Geschehnisse zu negieren. Gerade die Einbildungskraft wird jedoch benötigt, um die spirituelle Welt sichtbar zu machen. Im Neoschamanismus wird die Imagination, die nicht nur das Sehen, sondern alle Sinne miteinbezieht, als Informationsquelle genutzt, um die nichtalltägliche Realität zu einem Teil des Lebens zu machen. Die schamanische Reise beginnt – oft begleitet von Trommeln und Rasseln – durch die Visualisierung von Orten, die schließlich zu einer konkreten „Welt“ werden, in die der Neoschamane eintreten kann. In vielen Kursen werden diese Imaginationen später in einer Erzählung wiedergegeben, durch welche sie zu tatsächlich Erlebtem werden, in den persönlichen Erfahrungsschatz eingehen und transformative Kraft erhalten.
- Heilen: Aufgabe des Schamanen ist nicht nur die Erfahrung anderer Bewusstseinszustände und dabei insbesondere die Beschaffung von Wissen und Entscheidungshilfen, sondern auch die Beratung von Individuen und das Heilen von Kranken. Die hauptsächlichen Tätigkeiten dabei sind, verloren gegangene Krafttiere oder Seelenanteile wiederzufinden und zurückzubringen sowie sogenannte spirituelle Eindringlinge zu identifizieren und zu extrahieren, um das ursprüngliche Energiegleichgewicht wiederherzustellen.

Dieses Heilen wird wissenschaftlich unter anderem durch den Placebo-Effekt erklärt, der darauf gründet, dass Gedanken den Körper beeinflussen und der Patient durch die Veränderung seines Denkens geheilt werden kann (Intellektueller Ansatz). Der symbolische Ansatz von Lévi-Strauss (1958) betont dagegen, dass der Schamane dem Patienten eine neue Sprache zur Verfügung stellt, die es ihm ermöglicht, die der Krankheit zugrunde liegenden Konflikte zu verstehen, auszudrücken und zu transformieren. Dieser Ansatz wird in der psychoanalytischen Betrachtungsweise des Schamanismus verdeutlicht. Aus der Sicht der neueren Psychologie wird die oft tiefgreifende Veränderung der emotionalen Befindlichkeit als wesentlich für die erlebten psychosomatischen Veränderungen angesehen.

## Kritik am Neoschamanismus

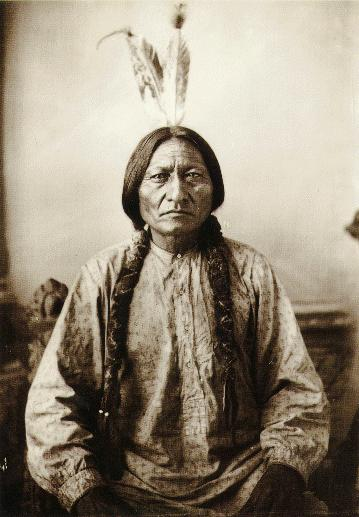
Sitting Bull, Repräsentant der indianischen Vorbilder des Neoschamanismus

„Es geht in den neoschamanistischen Gruppen um romantische Projektionen und die europäische Sehnsucht nach der heilen Welt, nach der ‚Ganzheitlichkeit‘ und einem irdischen Paradies. Mit der Wirklichkeit indianischen Lebens und Denkens haben diese Vorstellungen wenig zu tun. Teile des Neoschamanismus sind vom neuzeitlichen Fortschrittsdenken geprägt und vom Wahn der Machbarkeit durchdrungen, auch wenn das geleugnet wird. Schamanismus wird zur Technik und zum Marktanteil. Viele, die an Seminaren teilnehmen, versuchen, dem westlichen Denken zu entfliehen, und bleiben ihm dennoch verhaftet.“

Passend zum knappen Zeitbudget des westlichen Menschen kann man sich neoschamanistische Praktiken relativ rasch und unproblematisch aneignen. Bei traditionellen Schamanen war die Ausbildung dagegen mit einer langen und möglicherweise gefahrvollen Lehrzeit verbunden: Sie gingen in die Wildnis und setzten sich allein den Elementen aus. Ihre Weltanschauungen gründeten auf jahrtausendealten Mythen und dem „wilden Denken“ der traditionellen Ökosystem-Menschen, während neoschamanische Weisheiten zumeist aus fremden Kulturen stammen, die für das moderne Denken „leicht verdaulich“ aufbereitet werden.
Eine weitere wichtige Kritik richtet sich gegen die Rückwirkung der sehr aktiven neoschamanistischen Szene auf die indigenen Traditionen. Echte Schamanen – anfangs insbesondere aus Sibirien und Nordamerika – haben das Interesse der westlichen Welt genutzt, um ihr traditionelles Wissen zu sichern und zu verbreiten. Der Dialog mit der esoterischen Szene hat jedoch in vielen Fällen dazu geführt, die Überlieferungen den Wünschen der Anhänger anzupassen, fremde Ideen mit aufzunehmen und in einen offenen Dialog mit anderen Kulturen zu treten. Es gibt dafür heute Beispiele aus allen Kontinenten. Ein umfangreich dokumentiertes Beispiel ist der neue Schamanismus der Māori (deren traditionelle Heiler von den meisten Autoren nicht als Schamanen betrachtet werden). In Neuseeland leben Esoteriker, die etwa schamanische Elemente der Zulu (Süd-Afrika), Shipibo (Ecuador) oder Yaqui (Mexiko) in die Maori-Kultur integriert haben. Auf diese Weise entwickelt sich der Neoschamanismus zu dem „indigen untermauertem Konzept“, das der Schamanismus nie war. Die Kritiker geben jedoch zu bedenken, dass die vielfach von Wunschdenken, Konsum und modernem Lebensstil geprägte Methodik die ganzheitlich-traditionellen Zusammenhänge zerstört und letzten Endes zu einer reduktionistisch-synthetischen Weltanschauung führt, die daher unauthentisch bleiben muss und den Wunsch des Menschen nach Religiosität nicht wirklich befriedigen kann.
Die Kritiker Daniel C. Noel und Robert J. Wallis sehen die Lehren Harners als falsche eurozentrische Interpretation der Kulturen, die er erlebt hat und falsch eingeordnet habe. Geary Hobson sieht in der Nutzung des Begriffs „Schamanismus“ in der New Age Bewegung als kulturelles „Zurechtrücken“ der indigenen amerikanischen Kultur durch „Weiße“, die sich selbst von ihrer Geschichte entfernt hätten. Kritiker denken, dass insbesondere Harners Werk die Basis gelegt habe für eine massive Ausbeutung indigener Kulturen durch „Plastikschamanen“.

## Pseudo-Schamanismus und „Plastikschamanen“

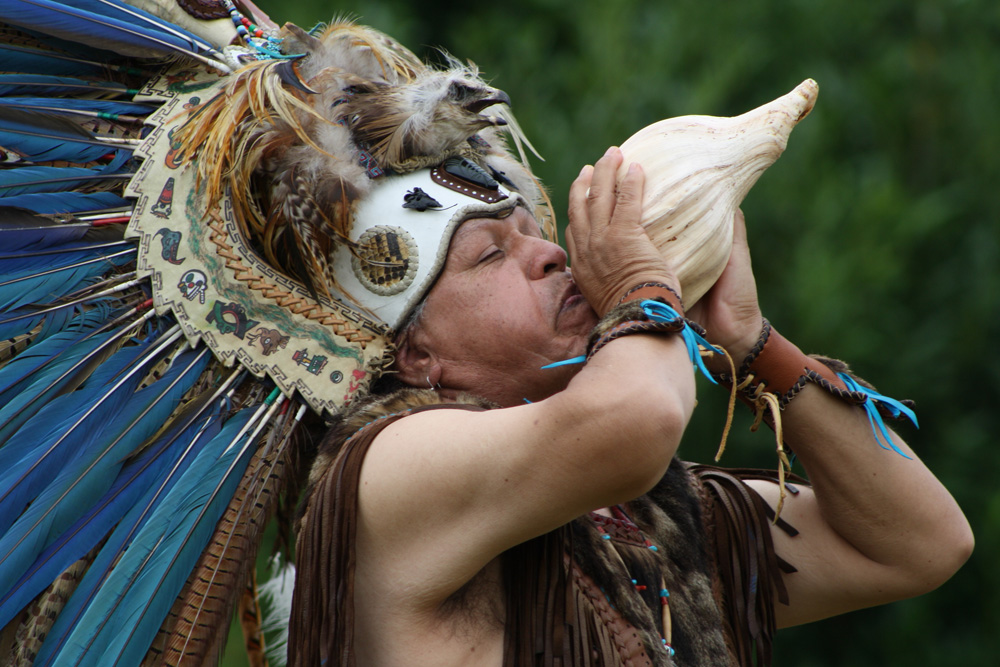
Jorge Nopaltzin Guaderrama, ein angeblicher Azteken-Schamane. Die Azteken hatten ein komplexes Priesterwesen, keine Schamanen.

„Wir erklären hiemit und von nun an Krieg gegen alle Personen, welche hartnäckig an der Ausbeutung, am Missbrauch und an der falschen Darstellung der heiligen Traditionen und spirituellen Praktiken unserer Lakota-, Dakota- und Nakota-Stämme festhalten.“

Die schärfste Kritik richtet sich gegen den so genannten Pseudo-Schamanismus, der durch eine erhebliche Kommerzialisierung (Verkauf von Büchern, Kultgegenständen und kostenpflichtige Kursangebote) und vorsätzlich unseriöse Methoden gekennzeichnet ist: Seine Vertreter betreiben Werbung in den Medien und bedienen sich dabei der Terminologie und Symbole traditioneller Schamanen. In der Regel verherrlichen sie die profanen, oberflächlichen Aspekte der indigenen Rituale und gaukeln eine echte Spiritualität vor, über die sie jedoch tatsächlich nicht verfügen. Es besteht ein großer Unterschied zwischen schamanischen Ritualen, die auf Grund von Instruktionen aus Büchern durchgeführt werden, und der profunden Weisheit, die in spirituellen Praktiken traditioneller Völker steckt. Die ursprüngliche schamanische Weisheit wird zum Teil heute noch von Medizinleuten sorgsam gehütet. Diese Hüter sind den „Plastikschamanen“ des Westens nicht bekannt oder werden sogar schlecht gemacht, indem behauptet wird, dass es kein Monopol auf Traditionen und kein Eigentum am Zugang zum Spirituellen gebe. Im Gegenzug empfinden die Indigenen das Wirken solcher Leute als entweihend, respektlos und demütigend. Vor diesem Hintergrund versuchen spirituelle Führer der Lakota-Indianer beispielsweise, sich mit einer deutlichen „Kriegserklärung gegen die Ausbeuter der Lakota-Spiritualität“ zu wehren.
Auch der Ausdruck „Plastikschamanen“ stammt ursprünglich von den Lakota, die damit nicht autorisierte (oft „weiße“) Schamanen bezeichnen, die sich als eingeweihte Medizinmänner ausgeben, um daraus Kapital zu schlagen. Sie kombinieren willkürlich traditionelles Wissen ihrer (angeblichen) Kultur mit fremden Inhalten und modernem Wissen. Häufig geben sie sich Phantasienamen, treten in ethnisch-historisch anmutender Kleidung auf und erdichten sich einen passenden Lebenslauf, um authentisch zu wirken. Oftmals wird das westliche Bild des Indianers bedient, indem er oder sie Kulturelemente der Prärie-Indianer ins Outfit und die angeblich traditionellen Zeremonien mischt. In den meisten Fällen orientieren sich „Plastikschamanen“ nicht an einer bestimmten indigenen Kultur, sondern an der Nachfrage ihrer Kunden. Nur in Ausnahmefällen handelt es sich um echte Medizinleute, die ihre Kultur auf diese Weise kommerzialisieren. Zwei bekannte „Plastikschamanen“ sind Jorge Nopaltzin Guaderrama (ein angeblicher Azteke – die aztekische Kultur hatte jedoch ein komplexes Priesterwesen, keine Schamanen) und Dancing Thunder aus Florida (ein angeblicher Medizinmann der Susquehannock – der Stamm wurde bereits im 18. Jahrhundert völlig ausgerottet, lebte in Pennsylvania und trug keine Kleidung der Prärieindianer).
Seit den 1960er Jahren steigt in den Vereinigten Staaten die Anzahl der Menschen, die sich als Indigene betrachten, sprunghaft an, wobei ihr ethnischer Hintergrund teilweise kaum nachprüfbar ist. Der Ethnologe Charles Cambridge von der University of Colorado Denver führte dies auf die Wahrnehmung indigener amerikanischer Völker als edle Wilde zurück. Dieses Klischee bedienen besonders Unterhaltungsmedien. Tim Giago, Herausgeber der Zeitschrift Indian Country Today, erklärte, durch Filme wie Der mit dem Wolf tanzt erhöhe sich die Anzahl von Personen auch indigener Herkunft, die sich als Medizinleute ausgäben, um sich die Taschen zu füllen. Traditionelle Medizinleute berichteten von einem starken Zulauf nichtindianischer Hilfesuchender und Kranker, denen man nicht helfen könne und die letzten Endes bei selbsternannten Heilern landeten.
Es ist nicht immer leicht, zwischen seriösem und unseriösem Neoschamanismus zu unterscheiden. „Es sind jedoch innerhalb der Szene ernsthafte und kritische Diskussionen im Gange“, wie Gabriele Lademann-Priemer, langjährige Sekten- und Weltanschauungsbeauftragte der Nordelbischen Kirche und Voodooexpertin, schreibt. Traditionelle nordamerikanische Medizinleute weisen darauf hin, dass eine Medizinperson zwar angemessene Geschenke als Zeichen der Wertschätzung annehmen könne, aber niemals Geld annehme oder verlange. Die Anwendung traditioneller Rituale durch selbsternannte Medizinleute und Heiler wird verbreitet scharf abgelehnt und als schädlich angesehen.